# Buenavista de Vega
Buenavista de Vega är en ort i Mexiko.   Den ligger i kommunen Abasolo och delstaten Guanajuato, i den centrala delen av landet, 280 km väster om huvudstaden Mexico City. Buenavista de Vega ligger 1 690 meter över havet och antalet invånare är 272.
Terrängen runt Buenavista de Vega är huvudsakligen platt, men söderut är den kuperad. Runt Buenavista de Vega är det ganska tätbefolkat, med 120 invånare per kvadratkilometer. Närmaste större samhälle är Abasolo, 7,7 km söder om Buenavista de Vega. Trakten runt Buenavista de Vega består till största delen av jordbruksmark.